# Vicente Sánchez Gavito
Vicente Sánchez Gavito (* 25. Mai 1910 in Mexiko-Stadt; † 20. Januar 1977) war ein mexikanischer Botschafter.

## Leben
Vicente Sánchez Gavito besuchte die Grundschule im Bundesstaat México und machte sein Abitur 1928 an der Escuela Nacional Preparatoria. Am 27. Oktober 1933 schloss er sein Studium der Rechtswissenschaft an der Escuela Libre de Derecho bei Francisco Javier Gaxiola ab.
Vicente Sánchez Gavito trat 1935 in den auswärtigen Dienst. Er war Berater bei der Comisión General de Reclamaciones entre México y los Estados Unidos, von 1939 bis 1943 war er ein Direktor in der Abteilung Nordamerika in der Secretaría de Relaciones Exteriores (SRE).
Zwischen 1944 und 1947 war er Botschaftsrat in der Botschaft in Washington, D.C., 
von 1947 bis 1951 Generaldirektor in der Konsularabteilung des SRE, von 1951 bis 1955 Mitglied des United Nations Tribunal for the Libya and Eritrea Question (Tribunal der Vereinten Nationen, welches über die Staatenbildung in den ehemaligen italienischen Kolonien Libyen und Eritrea befand) und von 1965 bis 1970 Botschafter in Brasilien. Von 1970 bis 1973 war er Ambassador to the Court of St James’s.
Von 1974 bis 1977 war er Botschafter in Köln. Er war Freund und Ratgeber des Außenministers Manuel Tello Macías.
Er heiratete Maria Murguia. Er war Enkel von Indalecio Sanchez Gavito, einem Rechtsanwalt, und Antonio Beltran. Seine Eltern waren Maria Piña Aguayo und Vicente Sánchez Gavito Beteta, ein Rechtsanwalt. Seine Schwester war María Antonieta Sánchez Gavito y Piña.
| Vorgänger                          | Amt | Nachfolger                    |
| ---------------------------------- | --- | ----------------------------- |
| Armando Cuitlahuac Amador Sandoval | Vertreter der mexikanischen Regierung bei der Organisation Amerikanischer Staaten in Washington, D.C. 1. April 1959 bis 22. Januar 1965 | Manuel Tello Macías           |
| Roberto de Rosenzweig-Díaz Azmitia | mexikanischer Botschafter in Brasilia 21. April 1965 bis 1. März 1971                                                                   | Juan José Torres Landa        |
| Eduardo Suárez Aranzolo            | mexikanischer Botschafter in London 25. November 1970 bis 25. Juli 1973                                                                 | Hugo B. Margáin Gleason       |
| Eduardo Suárez Aranzolo            | mexikanischer Botschafter in Köln 20. Mai 1974 bis 9. Januar 1976                                                                       | Ulises Sergio Schmill Ordóñez |